# Grandijeva vrsta
Grandijeva vŕsta [grándijeva ~] se v matematiki včasih imenuje neskončna vrsta 1 − 1 + 1 − 1 + ···, oziroma zapisana z znakom za vsoto:
{\displaystyle \sum _{n=0}^{\infty }(-1)^{n}\!\,.}
Vrsta se imenuje po italijanskem rimskokatoliškem duhovniku, filozofu, matematiku in inženirju Luigiju Guidu Grandiju, ki je leta 1703 podal o njej pomembno razpravo v knjigi Quadratura circula et hyperbolae per infinitas hyperbolas geometrice exhibita. 
Delne vsote Grandijeve vrste so izmenično enake 1, 0, 1, 0, ··· in vrsta je divergentna, kar pomeni da nima vsote v običajnem smislu. Njena Cesàrova vsota je na drugi strani enaka 1/2. Poleg tega je vrsta posebej divergentna geometrična vrsta s prvim členom a, enakim 1, in s skupnim količnikom k, enakim -1.

## Osnovne hevristične značilnosti
Vrsto se lahko obravnava kot teleskopsko vrsto in se paroma odšteva njene člene:
{\displaystyle (1-1)+(1-1)+(1-1)+\cdots =0+0+0+\cdots =0\!\,.}
Z malo drugačnim združevanjem sosednjih členov se dobi navidezno nasprotujoči si rezultat:
{\displaystyle 1+(-1+1)+(-1+1)+(-1+1)+\cdots =1+0+0+0+\cdots =1\!\,.}
Z uporabo oklepajev v Grandijevi vrsti na dva načina se lahko dobi dve njeni »vrednosti«, 0 ali 1. Ta način, ki se imenuje Eilenberg-Mazurjeva prevara, se včasih rabi v teoriji vozlov in algebri.
Če se obravnava Grandijevo vrsto kot divergentno geometrično vrsto, se lahko z enakimi algebrskimi metodami za konvergentne geometrične vrste dobi tretjo vrednost vsote:
{\displaystyle s=1-1+1-1+\cdots \!\,}
tako, da je:
{\displaystyle 1-s=1-(1-1+1-1+\cdots )=1-1+1-1+\cdots =s\!\,,}
kar da: 
{\displaystyle s={\frac {1}{2}}\!\,.}
Isti rezultat se dobi, če se računa vsoto −s, rezultat se odšteje od s in razreši 2s = 1.
Ta hevristična razmišljanja ne upoštevajo dejanski pomen vsote. Čeprav je do neke mere pomembno, da se lahko poljubno združuje in, kar je še pomembneje, računa sosednje člene, se lahko pride do dveh zaključkov:
- Vrsta 1 − 1 + 1 − 1 + ··· nima vsote.[2][1]
- ... njena vsota mora biti enaka 1/2.[2]

Obe izjavi se lahko še točneje opredeli in formalno dokaže, vendar le z dobro definiranimi matematičnimi pojmi, ki so se razvili v 19. stoletju. V razdobju od poznega 17. stoletja, ko se je v Evropi razvil infinitezimalni račun, do začetka sodobnega strogega matematičnega aparata se matematiki niso mogli zediniti o teh vprašanjih.
Grandijeva vrsta je sorodna vrsti  1 − 2 + 3 − 4 + ···. Euler ju je obravnaval kot posebna primera vrste 1 − 2n + 3n − 4n + ··· za poljuben n.

## Zgodovina

### Geometrija in neskončne ničle

#### Grandi
Grandi je uvidel, da se lahko sosednje člene združuje na dva načina, in se tako dobi dve vsoti, 0 ali 1. Kakor drugi matematiki za njim pa je menil, da je resnična vrednost vrste enaka 1/2 zaradi več razlogov.
Do rezultata 1 − 1 + 1 − 1 + ··· = 1/2 je prišel s pomočjo geometrijskega raziskovanja ravninske krivulje Agnesin koder. Matematiki 18. stoletja so takoj prevedli in povzeli njegov argument z analitičnimi izrazi: za rodovno krožnico s premerom a, ima enačba kodra:
{\displaystyle y={\frac {a^{3}}{x^{2}+a^{2}}}\!\,}
razvoj v vrsto:
{\displaystyle \sum _{n=0}^{\infty }{\frac {(-1)^{n}x^{2n}}{a^{2n-1}}}=a-{\frac {x^{2}}{a}}+{\frac {x^{4}}{a^{3}}}-{\frac {x^{6}}{a^{5}}}+\cdots \!\,.}
Če se postavi a = x = 1, je 1 − 1 + 1 − 1 + ··· = 1/2.
Po Morrisu Kleineu je Grandi začel z binomskim izrekom:
{\displaystyle {\frac {1}{1+x}}=1-x+x^{2}-x^{3}+\cdots \!\,}
in vstavil x = 1, tako da je dobil 1 − 1 + 1 − 1 + ··· = 1/2. Ker je vsota 0 ali 1/2, je menil, da je s tem dokazal, kako lahko svet nastane iz niča.
Grandi je podal novo razlago, da je 1 − 1 + 1 − 1 + ··· = 1/2, leta 1710 tako v drugi izdaji Quadratura circula in v novem delu  De Infinitis infinitorum, et infinite parvorum ordinibus disquisitio geometrica. S tem je povezana zgodba o dveh bratih, ki sta od svojega očeta podedovala neprecenljiv dragulj. V oporoki je oče prepovedal, da dragulj prodata, zaradi česar sta se dogovoril, da ga bosta hranila vsako leto izmenično. Če bi ta dogovor veljal večno, bi vsaka od družin bratov posedovala dragulj polovico časa, četudi bi si ga izmenjali neskončno mnogokrat. Ta razmislek je kasneje kritiziral Leibniz.

#### Marchetti
Po objavi druge izdaje Grandijeve knjige Quadratura je med prvimi kritiziral njegovo delo Alessandro Marchetti. Morda ga je pri tem bolj vodila ljubosumnost kot pa drugi razlogi. Marchetti je menil, da je izjava, da lahko da vsota neskončnega števila ničel končno količino, absurdna. Iz Grandijeve obravnave je pokazal na nevarnost, ki jo sproži teološko sklepanje. Matematika sta se začela medsebojno obtoževati v nizu odprtih pisem. Njun spor se je končal šele z Marchettijevo smrtjo leta 1714.

### Leibniz
S pomočjo in spodbudo Antonia Magliabechija je Grandi poslal kopijo Quadrature iz leta 1703 Leibnizu. Priložil je tudi pismo, v katerem je izrazil pohvale in občudovanje do mojstrovega dela. Leibniz je prejel in prebral to prvo izdajo leta 1705. Delo je imenoval neizvirno in manj napredni »poskus« svojega računa. Grandijeva obravnava vrste 1 − 1 + 1 − 1 + ··· ni vzbudila Leibnizeve pozornosti do leta 1711, skoraj ob koncu njegovega življenja, ko mu je Christian von Wolff poslal pismo v Marchettijevo korist, v katerem je opisal problem in ga prosil za mnenje.

#### Ozadje
Leibniz je okoli leta 1674 v manj znanem delu De Triangulo Harmonico o harmoničnem trikotniku na hitro omenil vrsto 1 − 1 + 1 − 1 + ··· v primeru:
{\displaystyle {\frac {1}{1+1}}={\frac {1}{1}}-{\frac {1}{1+1}}.\;\mathrm {Ergo} \;{\frac {1}{1+1}}=1-1+1-1+1-1\;\mathrm {etc.} }
Vrsta 1 − 1 + 1 − 1 + ··· se je pojavila posredno tudi v razpravi z von Tschirnhausom leta 1676.
Leibniz je do leta 1673 že proučil divergentno alternirajočo vrsto 1 − 2 + 4 − 8 + ···. V tem primeru je pokazal, da lahko z odševanjem na levi ali na desni strani dobimo pozitivno ali negativno neskončnost, tako da sta oba odgovora napačna, in rezultat mora biti končen. Dve leti kasneje je razdelal prvi konvergenčni kriterij v zgodovini matematike, kriterij za alternirajoče vrste. V njem je implicitno uporabil sodobno definicijo konvergence.

#### Rešitve
Leibniz je v 1710-ih opisal Grandijevo vrsto med dopisovanjem z več drugimi matematiki. Pismo z največjim trajnim vplivom je bil njegov prvi odgovor von Wolffu, ki ga je objavil v znanstveni reviji Acta Eruditorum. V tem pismu je Leibniz napadel problem z več zornih kotov.
V splošnem je verjel da so algoritmi infinitezimalnega računa »slepo sklepanje« in jih je v končni meri treba utemeljiti na temelju geometrijskih podajanj. Zaradi tega je soglašal z Grandijem, da velja 1 − 1 + 1 − 1 + ··· = 1/2, in trdil, da je zveza dobro podkrepljena, ker zanjo obstaja geometrijski prikaz.
Na drugi strani je ostro kritiziral Grandijev primer podedovanega dragulja in trdil, da vrsta 1 − 1 + 1 − 1 + ··· nima povezave z zgodbo. Opozoril je na to, da imata za vsako končno, sodo število let, brata dragulj enak čas v lasti, vsota odgovarjajočih členov vrste pa je vseeno enaka nič.
Leibniz je menil, da je razmislek iz 1/(1 + x) pravilen. Vzel ga je za zgled svojega zakona o zveznosti. Ker zveza 1 − x + x2 − x3 + ··· = 1/(1 + x) velja za vse x manjše od 1, mora veljati tudi za x enake 1. Vendar je Leibniz mislil, da lahko poiščemo vsoto vrste 1 − 1 + 1 − 1 + ··· neposredno, ne da bi se sklicevali na izraz 1/(1 + x), od koder izhaja. Ta pristop je razviden po sodobnih standardih, vendar je pomemben korak v zgodovini iskanja vsot divergentnih vrst. V 18. stoletju so v raziskovanju vrst prevladovale potenčne vrste. Tedaj so menili, da je seštevanje številskih vrst, če jih izrazimo kot f(1) kakšne funkcijske potenčne vrste, najbolj naravna strategija.
Leibniz je opazil, da, če se iz vrste vzame sodo število členov, je zadnji člen enak −1 in vsota enaka 0:
{\displaystyle 1-1=1-1+1-1=1-1+1-1+1-1=0\!\,.}
Če se vzame liho število členov, je zadnji člen enak +1, vsota pa 1:
{\displaystyle 1=1-1+1=1-1+1-1+1=1\!\,.}
Ker neskončna vrsta 1 − 1 + 1 − 1 + ··· nima niti sodo niti liho število členov, njena vsota ni 0 ali 1, in, če se računa njeno vsoto v neskončnem, je njena vrednost nekaj med obema možnostima. Ni drugega vzroka, da bi bila vrednost vsote vrste takšna ali drugačna, zato teorija »verjetnosti« in »zakon pravice« narekujeta, da je treba vzeti aritmetično sredino med 0 in 1, ki je (0 + 1) / 2 = 1/2.
Eli Maor je o tej rešitvi zapisal: »Takšno predrzno, nepremišljeno sklepanje se nam danes zdi nezaslišano…« Kline je opisal Leibniza kot bolj vestnega: »Leibniz je dopuščal, da je njegov argument bolj metafizičen kot pa matematičen, vendar je dejal, da je v matematiki več metafizične resnice kot je splošno prepoznano«.
Charles Moore je razmišljal, da bi imel Leibniz težko takšno zaupanje v svojo metafizično strategijo, če ne bi dala enakega rezultata, (namreč 1/2), kot drugi pristopi. Matematično gledano, to ni bila težava - Leibnizeva obravnava je bila deloma upravičena, ko so leta 1880 končno dokazali združljivost tehnik povprečenj s potenčnimi vrstami.

#### Reakcije
Ko je von Wolff Leibnizu prvič postavil vprašnje o Grandijevi vrsti, je bil nagnjen k skepticizmu skupaj z Marchettijem. Ko je v sredini leta 1712 prebral Leibnizev odgovor, je bil tako zadovoljen z rešitvijo, da je poskušal razširiti metodo z aritmetično sredino na druge divergentne vrste, kot je na primer vrsta 1 − 2 + 4 − 8 + ···. Leibnizeva intuicija je pomagala, da ni te rešitve razvil naprej tako daleč, in je odpisal, da je bila von Wolffova zamisel sicer zanimiva, vendar napačna zaradi več razlogov. Eden od njih je bil, da morajo členi v vrsti z vsoto, preiti v 0, četudi se lahko vrsto 1 − 1 + 1 − 1 + ··· izrazi kot limito takšne vrste.
Leibniz je opisal Grandijevo vrsto skupaj s splošnim problemom konvergence in divergence v pismih Nicholasu Bernoulliju leta 1712 in zgodaj leta 1713. Jacques Dutka je predlagal, da je to dopisovanje skupaj z Nicholasovim zanimanjem za verjetnost, vzpodbudilo Nicholasa, da je septembra 1713 podal sanktpeterburški paradoks, v katerem tudi nastopajo divergentne vrste.
Pierre-Simon Laplace je v svojem delu Essai Philosophique sur les Probabilités povezal Grandijevo vrsto z Leibnizevim videnjem »slike Stvarjenja v svoji dvojiški aritmetiki«, tako da je Leibniz pisal jezuitskemu misijonarju Claudiu Filippu Grimaldiju, dvornemu matematiku cesarja Kansija na Kitajskem, v upanju, da se bosta cesarjevo zanimanje za znanost in matematični »znak stvarjenja« povezala in pomagala spreobrniti narod v krščanstvo. Laplace je pripomnil: »To anegdoto zapisujem le zaradi tega, da pokažem kako daleč lahko predsodki o mladoletnosti speljejo velike može.«

### Divergenca

#### Jakob Bernoulli
Jakob Bernoulli se je leta 1696 v tretjem delu svoje knjige Positiones arithmeticae de seriebus infinitis ukvarjal s podobno vrsto. S pomočjo Mercatorjeve metode za polinomsko dolgo delitev z razmerjem k/(m + n) je opazil, da ima ena vedno ostanek. Če je m > n, se ta ostanek zmanjšuje, in »je na zadnje manjši od poljubno dane količine«, tako da velja:
{\displaystyle {\frac {k}{m+n}}={\frac {k}{m}}-{\frac {kn}{m^{2}}}+{\frac {kn^{2}}{m^{3}}}-{\frac {kn^{3}}{m^{4}}}+\cdots \!\,.}
Če je m = n, je enačba enaka:
{\displaystyle {\frac {k}{2m}}={\frac {k}{m}}-{\frac {k}{m}}+{\frac {k}{m}}-{\frac {k}{m}}+\cdots \!\,.}
Bernoulli jo je imenoval »neneokusen paradoks.«

#### Varignon
Pierre Varignon je obravnaval Grandijevo vrsto v svojem poročilu Précautions à prendre dans l'usage des Suites ou Series infinies résultantes…. Eden od ciljev tega članka je bil pokazati na divergenco Grandijeve vrste in razširiti razpravo Jakoba Bernoullija iz leta 1696.
Zadnja različica Varignonovega članka ima datum 16. februar 1715. Pojavila se je v izdaji Mémories Francoske akademije znanosti, objavljeni leta 1718. Čeprav se je Varignonovo poročilo pojavilo relativno pozno, v njem ni omenjeno Leibnizevo zgodnejše delo. Večina Précautions je bila napisana okrobra 1712, ko je bil Varignon zunaj Pariza. Knjiga o magičnih kvadratih Traité des Quarrés sublimes Abbéja Poignarda iz leta 1704 je v krogih blizu Akademije postala zelo priljubljena. Druga predelana in razširjena izdaja je imela 336 strani. Da je lahko Varignon v miru prebral Traité, je moral odditi na podeželje za skoraj dva meseca, kjer je pisal o Grandijevi vrsti v relativni osami. Ko se je vrnil v Pariz, je kmalu ugotovil, da je Leibniz odločil v prid Grandiju. Ker je bil ločen od svojih virov, je moral Varignon ponovno pregledati svoj članek in vključiti navedek o Jakobu Bernoulliju. Namesto da bi upošteval Leibnizevo delo, je v pripisu svojemu poročilu, navedel, da je bil navedek edina predelava, ki jo je naredil v Parizu, in, da, če so se pojavile druge raziskave o tej temi, mora počakati na poročila o njih.
Jean le Rond d'Alembert je leta 1751 v Enciklopediji ponovil pogled, da je Grandijevo razmišljanje na podlagi deljenja spodbil Varignon leta 1715. Dejansko je d'Alembert pripisal problem »Guidu Ubaldusu,« kar še vedno včasih napačno omenjajo.

#### Riccati in Bougainville
Leibniz je leta 1715 v pismu Jacopu Riccatiju omenil vprašanje Grandijeve vrste in naznanil svojo rešitev v Acta Eruditorum. Kasneje je Riccati kritiziral Grandijev argument v svojem delu Saggio intorno al sistema dell'universo iz leta 1754, ter navedel da povzroča protislovja. Pobijal je, da se lahko zapiše tudi n − n + n − n + ··· = n/(1 + 1), vendar ima ta vrsta »enako število ničel« kot Grandijeva vrsta. V ničlah n ni neskončno majhen, kot je pokazal Riccati, da enakost 1 − 1 = n − n zagotavlja 1 + n = n + 1. Zaključil je, da je osnovna napaka raba divergentne vrste:
»Dejansko se ne zgodi, če ustavimo to vrsto, da lahko zanemarimo naslednje člene v primerjavi s predhodnimi; ta značilnost velja le za konvergentne vrste.«
Tudi druga publikacija iz leta 1754 je kritizirala Grandijevo vrsto na podlagi njenega kolapsa proti 0. Louis Antoine de Bougainville je na kratko obravnaval vrsto v svojem priznanem učbeniku Traité du calcul intégral iz leta 1754. Pojasnil je, da je vrsta »resnična,« če je njena vsota enaka izrazu, iz katere je razvita; drugače pa je »napačna.« Zaradi tega je Grandijeva vrsta napačna, ker je 1/(1 + 1) = 1/2, vendar še vedno (1 − 1) + (1 − 1) + ··· = 0.

### Euler
Euler je obravnaval vrsto 1 − 1 + 1 − 1 + ··· skupaj z drugimi divergentnimi vrstami v svojem članku O divergentnih vrstah (De seriebus divergentibus) iz leta 1746. Članek so prebrali v Akademiji leta 1754, objavljen pa je bil leta 1760. Navedel je, da je vrsto prvi obravnaval Leibniz, ter se naslonil na Leibnizev argument iz leta 1713, ki je temeljil na vrsti 1 − a + a2 − a3 + a4 − a5 + ···. Imenoval ga je »pošteno zveneče sklepanje«, omenil pa je tudi argument sode/lihe srednje vrednosti. Euler je napisal, da je običajni pomislek o rabi vrste 1/(1 + a) ta, da ni enaka 1 − a + a2 − a3 + a4 − a5 + ···, razen če je a manjši od 1. Drugače se lahko reče, da je:
{\displaystyle {\frac {1}{1+a}}=1-a+a^{2}-a^{3}+\cdots \pm a^{n}\mp {\frac {a^{n+1}}{1+a}}\!\,,}
kjer zadnji člen ostanka ne izgine, in se ga ne da zanemariti, če gre n proti neskončnosti. Euler je pisal v tretji osebi in je omenil možno spodbitje pomisleka: ker neskončna vrsta nima zadnjega člena, ni prostora za ostanek, in se ga zaradi tega lahko zanemari. Ko je navedel še nekaj slabše divergentnih vrst, kot je na primer 1 + 2 + 4 + 8 + ···, kjer je ocenil svoje nasprotnike, da imajo bolj trdno oporo, je poskušal definirati zaključek:
»Čeprav ta poseben spor vendarle izgleda znaten, ne more biti nobena stran prepričana o kakšni napaku nasprotne strani, kadar se raba takšnih vrst pojavi v analizi, tako da mora to biti močan argument, da ni nobena stran v zmoti, in je vse nesoglasje izključno besedno. Če pri računanju do vrste 1 − 1 + 1 − 1 + 1 − 1 itd., in, če v njej zamenjam 1/2, mi ne bo mogel nihče pripisati napake, ki bi mi jo sicer lahko, če bi v vrsto vnesel kakšno drugo število. Zato ne more biti dvoma, da sta vrsta 1 − 1 + 1 − 1 + 1 − 1 + itd. in ulomek 1/2 enakovredni količini, in ju lahko vedno nadomestimo druga z drugo brez napake. Kot se zdi, se celotno vprašanje skrči na vprašanje ali imamo lahko ulomek 1/2 za pravilno vsoto vrste 1 − 1 + 1 − 1 + itd.; in smo lahko zelo zaskrbljeni, da so se tisti, ki vztrajajo pri zanikanju tega, in tisti, ki si istočasno ne upajo zanikati enakovrednosti, spotaknili v besedno vojno.
Vendar menim, da se lahko vse to pričkanje konča, če skrbno spremljamo tisto, kar sledi.…«
Euler je pri obravnavi vrste 1 − 1 + 1 − 1 + ··· uporabil tudi pojem končne razlike. V sodobnem jeziku je naredil Eulerjevo transformacijo na zaporedju in pokazal, da je rezultat enak 1/2. Vse do leta 1864 je Augustus De Morgan trdil, da je »bila ta transformacija vedno ena od najmočnejših predpostavk, da je 1 − 1 + 1 − ··· enako 1/2.«

### Redčenje in nove vrednosti
Navkljub samozavestnemu tonu v svojih člankih je Euler med svojim dopisovanjem z Nicholasom Bernoullijem izrazil dvom o divergentnih vrstah. Trdil je, da njegova poskusna definicija ni nikoli zatajila, vendar je Bernoulli pokazal na jasno slabost: definicija ne določa kako naj določimo končen izraz, ki generira dano neskončno vrsto. To ni samo praktična težava, ampak bi bilo teoretično pogubno, če bi vrsto generirala dva izraza z različnima vrednostima. Eulerjeva obravnava vrste 1 − 1 + 1 − 1 + ··· leži na njegovem trdnem prepričanju, da je 1/2 edina možna vrednost za vsoto vrste. Kaj pa, če obstajajo druge?
Leta 1745 je Euler v pismu Christianu Goldbachu trdil, da ne pozna nobenega takšnega protiprimera, pa tudi Bernoulli ni podal nobenega. Nekaj desetletij kasneje, ko je Jean-Charles Callet končno zagovarjal protiprimer, so namignili na vrsto 1 − 1 + 1 − 1 + ···. Ozadje zamisli se je začelo z Danielom Bernoullijem leta 1771.

#### Daniel Bernoulli
Daniel Bernoulli, ki je sprejel verjetnosti argument, da velja 1 − 1 + 1 − 1 + ··· = 1/2, je zapazil, da, če se vstavlja ničle v vrsto na pravih mestih, se lahko dobi katerokoli vrednost med 0 in 1. Argument je še posebej napeljeval, da velja:
{\displaystyle 1+0-1+1+0-1+1+0-1+\cdots ={\frac {2}{3}}\!\,.}

#### Callet in Lagrange
V zapisku, ki ga je proti koncu stoletja poslal Joseph-Louisu de Lagrangeu, je Callet pokazal, da se lahko dobi vrsto 1 − 1 + 1 − 1 + ··· tudi iz vrste:
{\displaystyle {\frac {1+x}{1+x+x^{2}}}=1-x^{2}+x^{3}-x^{5}+x^{6}-x^{8}+\cdots \!\,.}
Če se vstavi x = 1, se dobi vrednost 2/3, in ne 1/2. Lagrange je odobril Calletovo predložitev za objavo v Mémoires Francoske akademije znanosti, vendar ni bila nikoli neposredno objavljena. Namesto tega je Lagrange skupaj s Charlesom Bossutom povzel Calletovo delo in dal odgovor nanj v Mémoires za leto 1799. Branil je Eulerja in predlagal, da je treba Calletovo vrsto dejansko zapisati s členi z ničlami:
{\displaystyle 1+0-x^{2}+x^{3}+0-x^{5}+x^{6}+0-x^{8}+\cdots \!\,,}
kar se namesto zgornjega skrči na:
{\displaystyle 1+0-1+1+0-1+1+0-1+\cdots \!\,.}

### 19. stoletje
19. stoletje je predstavljalo dobo približkov, ko sta Augustin Louis Cauchy in Niels Henrik Abel na veliko uspešno izobčila rabo divergentnih vrst. Grandijeva vrsta pa se je vseeno občasno pojavljala. Nekateri matematiki niso sledili Abelu, večinoma zunaj Francije. Britanski matematiki so si še posebej »vzeli veliko časa« pri razumevanju analize, ki je izhajala s celine.
Leta 1803 je Robert Woodhouse predlagal naj se vrsta 1 − 1 + 1 − 1 + ··· sešteje v nekaj, kar se lahko prikaže kot:
{\displaystyle {\frac {1}{1+1}}\!\,,}
in kar se lahko razlikuje od 1/2. Ivor Grattan-Guinness je o tem predlogu pripomnil, »… R. Woodhouse … je s čudovito poštenostjo pisal o problemih, ki jih ni razumel. … Seveda ni nič narobe z določevanjem novih simbolov, kot je 1/(1+1); vendar je zamisel 'formalistka' v nelaskavem smislu, in tudi ne podpira problema o konvergenci vrst.«

#### Algebrsko dokazovanje
Leta 1830 je matematik, ki se je podpisal le s kraticami »M. R. S.«, v Annales de Gergonne napisal o tehniki numeričnega iskanja negibnih točk funkcij ene spremenljivke. Če se lahko preoblikuje problem v obliko enačbe x = A + f(x), kjer je A izbran poljubno, potem bo rešitev:
{\displaystyle x=A+f(A+f(A+f(\cdots )))\!\,.}
Če se ta neskončni izraz skrajša, se dobi zaporedje približkov. Na drugi strani je za vrsto x = a − a + a − a + ··· pridobil enačbo:
{\displaystyle x=a-x\!\,,}
za katero je rešitev (1/2)a.
M. R. S. je upošteval, da so v tem primeru približki a, 0, a, 0, ···, vendar ni potrebe po Leibnizevem »spretnem sklepanju.« Poleg tega je argument za povprečenje približkov problematičen v širšem smislu. Za enačbe, ki niso oblike x = A + f(x), so rešitve M. R. S. verižni ulomki, verižni radikali ali drugi neskončni izrazi. Izraz a / (a / (a / ··· ))) mora biti posebej rešitev enačbe x = a/x. Tukaj je M. R. S. zapisal, in kar temelji na Leibnizevem sklepanju, da se lahko hitro zaključi, da je x srednja vrednost krajšanj a, 1, a, 1, ···. Ta srednja vrednost je (1 + a)/2, vendar je rešitev enačbe kvadratni koren iz a.
Bernard Bolzano je kritiziral algebrsko rešitev vrste M. R. S. Glede na korak:
{\displaystyle x=a-a+a-a+\cdots =a-(a-a+a-\cdots )\!\,}
je Bolzano napadel,
»Vrsta znotraj oklepajev očitno nima isto množico števil kot tista, izvirno označena z x, saj manjka prvi člen a.«
Ta pripomba ponazarja Bolzanovo intuitivno proseče, vendar močno problematične poglede na neskončnost. V svoji obrambi je Georg Ferdinand Cantor pokazal, da je Bolzano delal v času, ko niso poznali predstave o kardinalnosti množic.

#### De Morgan in tovarišija
Vse do leta 1844 je Augustus De Morgan pojasnjeval, da bo, če se lahko najde le en sam primer, ko 1 − 1 + 1 − 1 + ··· ne bo enako 1/2, rade volje zavrnil celotno teorijo trigonometričnih vrst.
»Ne preprekam se s tistimi, ki zavračajo vse, kar ni znotraj področja aritmetike, ampak samo s tistimi, ki opuščajo rabo neskončnih divergentnih vrst, in vseeno samozavestno uporabljajo končne divergentne vrste. Tako je, kot se zdi, doma in na tujem. Brez problema sprejemajo 1 − 1 + 1 − 1 + ···, ne morejo pa priznati {{{1}}}.«
»Celotna zgradba periodičnih vrst in integralov … se bi v trenutku porušila, če bi kdo pokazal, da bi bilo možno, da bi bila vrsta 1 − 1 + 1 − 1 + ··· ena količina kot limitna oblika A0 − A1 + A2 − ··· in druga kot limitna oblika A0 − A1 + A2 − ···.«
Isti zvezek vsebuje članke Samuela Earnshawa in J R Younga, ki se deloma ukvarjajo z vrsto 1 − 1 + 1 − 1 + ···. Godfrey Harold Hardy jih je odpustil kot »malo več kot nesmisel«, v nasprotju z De Morganovo »presenetljivo mešanico bistrosti in zmešnjave.«. V vsakem primeru si je Earnshaw prislužil De Morganovo pozornost z naslednjimi opazkami:
 »… ni ravno običajno, da bi metali ogrinjalo skrivnosti na to temo, z uvedbo ničel v razvoju 1/(1+1+1). Vendar takšna zvijača, lahko morda služi očem, ne more pa zadovoljiti glave …«
De Morgan je leta 1864 v isti reviji vrnil:
»Ne morem odobriti uvedbe številk, ki bi zadovoljevale oči, in zame se vedno same uvedejo. … Tisti, ki z rutino operacije zavračajo običajne neskončno majhne količine, nimajo pravice obtoževati tiste, ki ne zavračajo z vpeljavo.«

### Frobenius in sodobna matematika
Zadnji znanstveni članek, ki ga je motivirala vrsta 1 − 1 + 1 − 1 + ···, se lahko označi kot prvi članek sodobne zgodovine divergentnih vrst. Ferdinand Georg Frobenius je objavil članek »O Leibnizevih vrstah« (Ueber die Leibnitzsche Reihe) leta 1880. Našel je Leibnizevo staro pismo von Wolffu, in ga navedel skupaj s člankom Josepha Ludwiga Raabeja iz leta 1836, ki je izmenoma črpal iz zamisli Leibniza in Daniela Bernoullija.
Frobeniusov kratek članek z le dvema stranema se je začel z navedbo iz Leibnizeve obravnave vrste 1 − 1 + 1 − 1 + ···. Sklepal je, da je Leibniz dejansko navajal posplošitev Abelovega izreka. Rezultat, znan kot Frobeniusov izrek, ima v sodobnem jeziku preprosto obliko: vsaka vrsta, ki ima Cesàrovo vsoto, ima tudi Abelovo vsoto, in obe sta enaki. Zgodovinar Giovanni Ferraro je poudaril, da Frobenius dejansko ni izrazil izreka v takšni obliki, in da ga Leibniz sploh ni navedel. Leibniz je branil povezavo divergentne vrste 1 − 1 + 1 − 1 + ··· z vrednostjo 1/2, Frobeniusov izrek pa je izražen z izrazi konvergentnih zaporedij in (ε, δ)-definicijo limite funkcije.
Frobeniusov izrek sta kmalu posplošila Otto Ludwig Hölder in Thomas Joannes Stieltjes leta 1882. Sodobnemu bralcu njuno delo spet močno sugerira nove definicije vsote divergentnih vrst, vendar tega koraka še nista naredila. Ernesto Cesàro je prvič predlagal sistematično definicijo leta 1890. Od tedaj so matematiki raziskali več različnih metod za vsote divergentnih vrst. Večina od teh, še posebej preprostejše z zgodovinskimi vzporednicami, dajo za vsoto Grandijeve vrste vrednost 1/2. Druge, na katere je vplivalo delo Daniela Bernoullija, dajo za vsoto vrste druge vrednosti, pri nekaterih pa vsote sploh ni.

## Divergenca Grandijeve vrste
V sodobni matematiki je vsota neskončne vrste definirana kot limita zaporedja njenih delnih vsot, če obstaja. Zaporedje delnih vsot Grandijeve vrste je 1, 0, 1, 0, ···, in njegova vrednost se očitno ne približuje nobenemu številu, čeprav ima dve stekališči, 0 in 1. Tako je Grandijeva vrsta divergentna. 
Lahko se pokaže, da ni pravilno izvajati na videz neškodljive operacije na vrstah, kot je na primer razvrščanje posameznih členov, razen če je vrsta absolutno konvergentna. Drugače se lahko s takšnimi operacijami spremeni rezultat vsote vrste. V Grandijevi vrsti se lahko člene razvrsti tudi na druge načine in se dobi še druge rezultate, ne samo 0 in 1.

## Seštevalnost Grandijeve vrste

### Splošni premisleki

#### Stabilnost in linearnost
V formalno obravnavanje, ki vodi do tega, da je vrsti 1 − 1 + 1 − 1 + ··· pripisana vrednost 1/2, spadajo naslednji premisleki:
- seštevanje in odštevanje dveh vrst členoma,
- množenje s skalarjem členoma,
- »premaknitev« vrste brez spremembe njene vsote,
- povečevanje vsote z dodajanjem novega člena na začetku vrste.

To so vsa dovoljena ravnanja za vsote konvergentnih vrst, vendar 1 − 1 + 1 − 1 + ··· ni konvergentna.
Navkljub temu obstaja več sumacijskih metod, ki upoštevajo ta ravnanja, in vrsti priredijo »vsoto« Grandijevi vrsti. Dve od najpreprostejših metod sta Cesàrova vsota in Abelova vsota.

### Cesàrova vsota
Osnovna zamisel je podobna Leibnizevemu verjetnostnemu pristopu. Cesàrova vsota vrste je dejansko srednja vrednost vseh njenih delnih vsot. Za vsak n se izračuna srednja vrednost σn prvih n delnih vsot in določi limita teh Cesàrovih sredin, ko gre n k neskončnosti.
Za Grandijevo vrsto je zaporedje aritmetičnih sredin:
{\displaystyle 1,{\frac {1}{2}},{\frac {2}{3}},{\frac {2}{4}},{\frac {3}{5}},{\frac {3}{6}},{\frac {4}{7}},{\frac {4}{8}},\ldots \!\,,}
oziroma bolj sugestivno:
{\displaystyle \left({\frac {1}{2}}+{\frac {1}{2}}\right),{\frac {1}{2}},\left({\frac {1}{2}}+{\frac {1}{6}}\right),{\frac {1}{2}},\left({\frac {1}{2}}+{\frac {1}{10}}\right),{\frac {1}{2}},\left({\frac {1}{2}}+{\frac {1}{14}}\right),{\frac {1}{2}},\ldots \!\,,}
kjer je:
{\displaystyle \sigma _{n}={\frac {1}{2}}} za sodi n in {\displaystyle \sigma _{n}={\frac {1}{2}}+{\frac {1}{2n}}} za lihi n.
To zaporedje aritmetičnih sredin konvergira k 1/2, tako da je Cesàrova vsota Σak enaka 1/2. Velja enakovredno, da je Cesàrova limita zaporedja 0, 1, 0, 1, ··· enaka 1/2.
Cesàrova vsota 1 + 0 − 1 + 1 + 0 − 1 + ··· je 2/3. Cesàrovo vsoto se lahko spremeni, če se vrine neskončno mnogo ničel, kot tudi neskončno mnogo oklepajev.

### Abelova vsota
Abelova vsota je podobna Eulerjevi poskusni definiciji vsote divergentnih vrst, vendar se ogne pomislekom Calleta in Nicholasa Bernoullija z natančno konstrukcijo ustrezne funkcije. Verjetno je Euler želel omejiti svojo definicijo na potenčne vrste, v praksi pa jo je uporabljal skoraj izključno v obliki, ki je sedaj znana kot Abelova metoda.
Za dano vsrto a0 + a1 + a2 + ···, se tvori novo vrsto a0 + a1x + a2x2 + ···. Če druga vrsta konvergira za 0 < x < 1 k funkciji z limito, ko se x približuje 1, se ta limita imenuje Abelova vsota izvirne vrste, po Abelovem izreku, ki zagotavlja, da je postopek v skladu z običajnim seštevanjem. Za Grandijevo vrsto velja:
{\displaystyle A\sum _{n=0}^{\infty }(-1)^{n}=\lim _{x\rightarrow 1}\sum _{n=0}^{\infty }(-x)^{n}=\lim _{x\rightarrow 1}{\frac {1}{1+x}}={\frac {1}{2}}\!\,.} 

#### Sorodne vrste
Ustrezni račun, da je Abelova vsota 1 + 0 − 1 + 1 + 0 − 1 + ··· enaka 2/3 vsebuje funkcijo (1 + x)/(1 + x + x2).
Če je vrsta seštevalna po Cesàru, je seštevalna tudi po Abelu, in ima enako vsoto. Če se na drugi strani izračuna Cauchyjev produkt Grandijeve vrste s samo sabo, se dobi vrsto, ki se jo lahko sešteje po Abelu, ne pa tudi po Cesàru:
1 − 2 + 3 − 4 + ···
Njena Abelova vsota je enaka 1/4.

### Redčenje

#### Izmenično razmikanje
Dejstvo, da je navadna Abelova vsota vrste 1 + 0 − 1 + 1 + 0 − 1 + ··· enaka 2/3, se lahko poda tudi kot (A, λ)-vsoto izvirne vrste 1 − 1 + 1 − 1 + ···, kjer je (λn) = (0, 2, 3, 5, 6, ···). Podobno je (A, λ)-vsota vrste 1 − 1 + 1 − 1 + ···, kjer je (λn) = (0, 1, 3, 4, 6, ···), enaka 1/3.

#### Eksponentno razmikanje
Seštevalnost vrste 1 − 1 + 1 − 1 + ··· se lahko prepreči z eksponentnim razmikanjem njenih členov z vedno daljšimi skupinami ničel. Najpreprostejši zgled je vrsta, kjer se (−1)n pojavi s stopnji 2n:
{\displaystyle 0+1-1+0+1+0+0+0-1+0+0+0+0+0+0+0+1+0+\ldots \!\,.}
Te vrste se ne da sešteti po Cesàru. Za vsakim neničelnim členom, je delna vsota dovolj časa med vrednostima 0 ali 1, da se srednja delna vsota odmakne za pol od predhodne vrednosti. Nad intervalom 22m−1 ≤ n ≤ 22m − 1, ki sledi a (− 1) členu, se n-ta aritmetična sredina spreminja v obsegu:
{\displaystyle \mathrm {od} \;{\frac {2}{3}}\left({\frac {2^{2m}-1}{2^{2m}+2}}\right)\;\mathrm {do} \;{\frac {1}{3}}\left(1-{\frac {1}{2^{2m}}}\right)\!\,,}
oziroma približno od 2/3 do 1/3.
Eksponentno razmaknjene vrste dejansko se ne da sešteti niti po Abelu. Njena Abelova vrsta je limita, ko se x približuje vrednosti 1 funkcije:
{\displaystyle F(x)=0+x-x^{2}+0+x^{4}+0+0+0-x^{8}+0+0+0+0+0+0+0+x^{16}+0+\ldots \!\,.}
Za to funkcijo velja funkcijska enačba:
{\displaystyle {\begin{array}{rcl}F(x)&=&\displaystyle x-x^{2}+x^{4}-x^{8}+\cdots \\[1em]&=&\displaystyle x-\left[(x^{2})-(x^{2})^{2}+(x^{2})^{4}-\cdots \right]\\[1em]&=&\displaystyle x-F(x^{2}).\end{array}}}
Ta funkcijska enačba nakazuje, da F(x) v grobem oscilira okrog 1/2, ko se x približuje 1. Da je amplituda oscilacije neničelna se lahko pokaže, če se ločimo F v strogo periodični in neperiodični del:
{\displaystyle F(x)=\Psi (x)+\Phi (x)\!\,,}
kjer za:
{\displaystyle \Phi (x)=\sum _{n=0}^{\infty }{\frac {(-1)^{n}}{n!(1+2^{n})}}\left(\log {\frac {1}{x}}\right)^{n}\!\,}
velja enaka funkcijska enačba kot za F. Od tod sledi Ψ(x) = −Ψ(x2) = Ψ(x4), in Ψ je periodična funkcija loglog(1/x). Ker sta F in Φ različni funkciji, njuna razlika ni konstantna funkcija; oscilira s stalno, končno amplitudo, ko se x približuje 1. Ker ima del Φ limito 1/2, oscilira tudi F.

### Ločitev skal
Za funkcijo φ(x), za katero velja φ(0) = 1, njena limita pri +∞ enaka 0, odvod φ pa integrabilen v intervalu (0, +∞), obstaja posplošena φ-vsota Grandijeve vrste in je enaka 1/2:
{\displaystyle S_{\varphi }=\lim _{\delta \downarrow 0}\sum _{m=0}^{\infty }(-1)^{m}\varphi (\delta m)={\frac {1}{2}}\!\,.}
Cesàrovo in Abelovo vsoto se dobi, če se opredeli φ kot trikotniško ali eksponentno funkcijo. Če se za φ predpostavi še dodatno, da je zvezno odvedljiva, se lahko trditev dokaže s pomočjo izreka o povprečni vrednosti in se pretvori vsoto v integral. Na kratko:
{\displaystyle {\begin{array}{rcl}S_{\varphi }&=&\displaystyle \lim _{\delta \downarrow 0}\sum _{m=0}^{\infty }\left[\varphi (2k\delta )-\varphi (2k\delta -\delta )\right]\\[1em]&=&\displaystyle \lim _{\delta \downarrow 0}\sum _{m=0}^{\infty }\varphi '(2k\delta +c_{k})(-\delta )\\[1em]&=&\displaystyle -{\frac {1}{2}}\int _{0}^{\infty }\varphi '(x)\,dx=-{\frac {1}{2}}\varphi (x)|_{0}^{\infty }={\frac {1}{2}}.\end{array}}}

### Borelova vsota
Borelova vsota Grandijeve vrste je spet enaka 1/2, saj velja:
{\displaystyle 1-x+{\frac {x^{2}}{2!}}-{\frac {x^{3}}{3!}}+{\frac {x^{4}}{4!}}-\cdots ={\frac {1}{e^{x}}}\!\,}
in:
{\displaystyle \int _{0}^{\infty }{\frac {1}{e^{x}}}{\frac {1}{e^{x}}}\,dx=\int _{0}^{\infty }{\frac {dx}{e^{2x}}}={\frac {1}{2}}\!\,.}
(posplošene (B, r)-metode…)

### Spektralna asimetrija
Člene Grandijeve vrste se lahko paroma poveže z lastnimi vrednostmi neskončnorazsežnega operatorja nad Hilbertovim prostorom. Ta obravnava Grandijeve vrste da zamisel o spektralni asimetriji, ki se velikokrat pojavlja v fiziki. Vrednost vsote vrste je odvisna od asimptotičnega obnašanja lastnih vrednosti operatorja. Naj bo na primer {\displaystyle \{\omega _{n}\}} zaporedje pozitivnih in negativnih lastnih vrednosti. Grandijeva vrsta ustreza formalni vsoti:
{\displaystyle \sum _{n}\operatorname {sgn}(\omega _{n})\!\,,}
kjer je {\displaystyle \operatorname {sgn}(\omega _{n})=\pm 1} predznak lastne vrednosti. Vrsta lahko dobi določene vrednosti z upoštevanjem različnih limit. Regulator toplonega jedra na primer vodi do vsote:
{\displaystyle \lim _{t\to 0}\sum _{n}{\frac {\operatorname {sgn}(\omega _{n})}{e^{t|\omega _{n}|}}}\!\,,}
ki je za veliko zanimivih primerov končna za neničelne t in konvergira h končni vrednosti limite.